# 10. Oscar-gála
Az 10. Oscar-gálát, melyen a Filmakadémia díjait osztották ki, 1938. március 10-én tartották. A tervezettnél egy héttel később tartották meg a díjkiosztót a Los Angelest sújtó árvíz miatt. Ezúttal már csak a borítékok kinyitásakor derült ki a nyertesek neve, a Price Waterhouse hites könyvvizsgálói által összeszámolt szavazatok alapján. Az Oscar-díj történetében első duplázó művész Louise Rainer lett a legjobb női főszereplői címmel. Spencer Tracy nyerte a legjobb férfi főszereplő díját, felesége vette át mert Tracyt sérvvel műtötték éppen. Alice Brady, a legjobb női mellékszereplő pedig bokatöréssel feküdt otthon, díját egy úr vette át a nevében, megköszönte majd elment. A művésznő két hét múlva kapta meg a pótlást, mert az eredetivel az ismeretlen ember eltűnt. Első alkalommal adták ki az Irving G. Thalberg-emlékdíjat az év producerének.
Walt Disney a Hófehérke és a hét törpe című rajzfilmjéért egy nagy és hét kisebb méretű Oscar-díjat kapott.

## Kategóriák és jelöltek
nyertesek félkövérrel jelölve

### Legjobb film
- Zola élete (The Life of Emile Zola) – Warner Bros. – Henry Blanke
  - A bátrak kapitánya (Captains Courageous) – Metro-Goldwyn-Mayer – Louis Lighton
  - Zsákutca (Dead End) – Goldwyn, United Artists – Samuel Goldwyn, Merritt Hulbert
  - Édes anyaföld (The Good Earth) – Metro-Goldwyn-Mayer – Irving Thalberg, Albert Lewin
  - Chicago, a bűnös város[5] (In Old Chicago) – 20th Century-Fox – Darryl F. Zanuck, Kenneth MacGowan
  - Kár volt hazudni (The Awful Truth) – Columbia – Leo McCarey, Everett Riskin
  - A Kék Hold völgye (Lost Horizon) – Columbia – Frank Capra
  - Száz férfi és egy kislány (One Hundred Men and a Girl) – Universal – Charles R. Rogers, Joe Pasternak
  -  Álomkapu (Stage Door) – RKO Pictures Radio – Pendro S. Berman
  - Csillag születik (A Star is Born) – Selznick International, United Artists – David O. Selznick

### Legjobb színész
- Spencer Tracy - A bátrak kapitánya (Captains Courageous)
  - Charles Boyer - Walewska grófnő (Conquest)
  - Fredric March - Csillag születik (A Star is Born)
  - Robert Montgomery - Night Must Fall
  - Paul Muni - Zola élete (The Life of Emile Zola)

### Legjobb színésznő
- Luise Rainer - Édes anyaföld (The Good Earth)
  - Irene Dunne -Kár volt hazudni (The Awful Truth)
  - Greta Garbo -A kaméliás hölgy (Camille)
  - Janet Gaynor -Csillag születik (A Star is Born)
  - Barbara Stanwyck -Asszonyok a lejtőn (Stella Dallas)

### Legjobb férfi mellékszereplő
- Joseph Schildkraut - Zola élete (The Life of Emile Zola)
  - Ralph Bellamy - Kár volt hazudni (The Awful Truth)
  - Thomas Mitchell - Hurrikán (The Hurricane)
  - H. B. Warner - A Kék Hold völgye (Lost Horizon)
  - Roland Young - Szőke kísértet (Topper)

### Legjobb női mellékszereplő
- Alice Brady – Chicago, a bűnös város (In Old Chicago)
  - Andrea Leeds – Álomkapu (Stage Door)
  - Anne Shirley – Asszonyok a lejtőn (Stella Dallas)
  - Claire Trevor – Zsákutca (Dead End)
  - May Whitty – Night Must Fall'

### Legjobb eredeti történet
- Csillag születik (A Star is Born) – William A. Wellman és Robert Carson
  - Fekete légió (Black Legion) – Robert Lord
  - Chicago, a bűnös város (In Old Chicago) – Niven Busch
  - Zola élete (The Life of Emile Zola) – Heinz Herald és Herczeg Géza
  - Száz férfi és egy kislány (One Hundred Men and a Girl) – Hans Kraly

### Legjobb adaptált forgatókönyv
- Zola élete (The Life of Emile Zola) – Heinz Herald, Herczeg Géza, Norman Reilly Raine
  - Álomkapu (Stage Door) – Morris Ryskind és Anthony Veiller
  - Csillag születik (A Star is Born) – Alan Campbell, Robert Carson és Dorothy Parker
  - Kár volt hazudni (The Awful Truth) – Viña Delmar
  - A bátrak kapitánya (Captains Courageous) – John Lee Mahin, Marc Connolly és Dale Van Every

### Legjobb rendező
- Kár volt hazudni (The Awful Truth) - Leo McCarey
  - Zola élete (The Life of Emile Zola) - William Dieterle
  - Édes anyaföld (The Good Earth) - Sidney Franklin
  - Álomkapu (Stage Door) - Gregory La Cava
  - Csillag születik (A Star is Born) - William A. Wellman

### Legjobb egytekercses rövidfilm
- The Private Life of the Gannets – Skibo Productions és Educational
  - A Night at the Movies – MGM
  - Romance of Radium – Pete Smith és MGM

### Legjobb kéttekercses rövidfilm
- Torture Money – MGM
  - Deep South – RKO Radio
  - Should Wives Work? – RKO Radio

### Legjobb színes rövidfilm
- Penny Wisdom – Pete Smith és MGM
  - The Man Without a Country – Warner Bros.
  - Popular Science J-7-1 – Paramount

### Legjobb animációs rövidfilm
- Az öreg malom (The Old Mill]) – Walt Disney Productions és RKO Radio
  - Educated Fish – Paramount
  - The Little Match Girl – Charles Mintz és Columbia

### Legjobb eredeti dal
- Sweet Leilani – Waikiki Wedding – Zene és dalszöveg: Harry Owens
  - Remember Me – Mr. Dodd Takes the Air – Zene: Harry Warren; dalszöveg: Al Dubin
  - That Old Feeling – Walter Wanger's Vogues of 1938 – Zene: Sammy Fain; dalszöveg: Lew Brown
  - They Can't Take That Away from Me – Táncolj velem (Shall We Dance) – Zene: George Gershwin; dalszöveg: Ira Gershwin
  - Whispers in the Dark – Artists and Models – Zene: Frederick Hollander; dalszöveg: Leo Robin

### Legjobb eredeti filmzene
- Száz férfi és egy kislány (One Hundred Men and a Girl) – Universal Studio Music Department
  - Hurrikán (The Hurricane) – Goldwyn Studio Music Department
  - Chicago, a bűnös város (In Old Chicago) – 20th Century Fox Studio Music Department
  - Zola élete (The Life of Emile Zola) – Warner Bros. Studio Music Department
  - A Kék Hold völgye
(Lost Horizon) – Columbia Studio Music Department
  - Make a Wish – Principal Productions
  - Orgonavirágzás (Maytime) – MGM Studio Music Department
  - Portia on Trial – Republic Studio Music Department
  - Királyi zűr (The Prisoner of Zenda) – Selznick International Pictures Music Department
  - Quality Street – RKO Radio Studio Music Department
  - Hófehérke és a hét törpe (Snow White and the Seven Dwarfs) – Walt Disney Studio Music Department
  - Something to Sing About – Grand National Studio Music Department
  - Souls at Sea – Paramount Studio Music Department
  - Vadnyugati őrjárat (Way Out West) – Hal Roach Studio Music Department

### Legjobb látványtervezés
- A Kék Hold völgye (Lost Horizon) – Stephen Goosson
  - A Damsel in Distress – Carroll Clark
  - India lángokban (Wee Willie Winkie) – William S. Darling és David S. Hall
  - Zsákutca (Dead End) – Richard Day
  - Souls at Sea – Hans Dreier és Roland Anderson
  - Walewska grófnő (Conquest) – Cedric Gibbons és William Horning
  - Zola élete (The Life of Emile Zola) – Anton Grot
  - Every Day's a Holiday – Wiard Ihnen
  - Manhattan Merry-Go-Round – John Victor Mackay
  - You're a Sweetheart – Jack Otterson
  - Walter Wanger's Vogues of 1938 – Alexander Toluboff
  - Királyi zűr (The Prisoner of Zenda) – Lyle Wheeler

### Legjobb operatőr
- Édes anyaföld (The Good Earth) – Karl Freund
  - Zsákutca (Dead End) – Gregg Toland
  - Wings Over Honolulu – Joseph Valentine

### Legjobb hangkeverés
- Hurrikán (The Hurricane) – United Artists Studio Sound Department
  - A Kék Hold völgye (Lost Horizon) – Columbia Studio Sound Department
  - The Girl Said No – Grand National Studio Sound Department
  - Szőke kísértet (Topper) – Hal Roach Studio Sound Department
  - Orgonavirágzás (Maytime) – MGM Studio Sound Department
  - Wells Fargo – Paramount Studio Sound Department
  - Hitting a New High – RKO Radio Studio Sound Department
  - Chicago, a bűnös város (In Old Chicago) – Fox Studio Sound Department
  - Száz férfi és egy kislány (One Hundred Men and a Girl) – Universal Studio Sound Department
  - Zola élete (The Life of Emile Zola) – Warner Bros. Studio Sound Department

### Legjobb vágás
- A Kék Hold völgye (Lost Horizon) – Gene Havlick és Gene Milford
  - Száz férfi és egy kislány (One Hundred Men and a Girl) – Bernard W. Burton
  - Kár volt hazudni (The Awful Truth) – Al Clark
  - A bátrak kapitánya (Captains Courageous) – Elmo Vernon
  - Édes anyaföld (The Good Earth) – Basil Wrangell

### Legjobb segédrendező
- Chicago, a bűnös város (In Old Chicago) – Robert Webb
  - A Kék Hold völgye (Lost Horizon) – C. C. Coleman, Jr.
  - Zola élete (The Life of Emile Zola) – Russ Saunders
  - Csillag születik (A Star is Born) – Eric G. Stacey
  - Souls at Sea – Hal Walker

### Legjobb koreográfus
- A Damsel in Distress – Hermes Pan
  - Varsity Show – Busby Berkeley
  - Ready, Willing and Able – Bobby Connolly
  - Botrány az ügetőn[6]/Versenynap (A Day at the Races) – Dave Gould
  - Ali Baba Goes to Town – Sammy Lee
  - Waikiki Wedding – LeRoy Prinz

### Különdíj
- Mack Sennett, a vígjáték műfajában elért eredményeiért; „a szórakoztatás mesterének, a sztárok felfedezőjének, a rokonszenves, barátságos, megértő komikus géniusznak”
- Edgar Bergen, 'Charlie McCarthy' karakterének létrehozásáért
- Museum of Modern Art Film Library; jelentős filmgyűjtői munkájáért
- W. Howard Greene, a Csillag születik színes fényképezéséért

### Irving G. Thalberg-emlékdíj
- Darryl F. Zanuck

## Statisztika

### Egynél több jelöléssel bíró filmek
- 10 jelölés: Zola élete (The Life of Emile Zola)
- 7 jelölés: A Kék Hold völgye (Lost Horizon), Csillag születik (A Star is Born)
- 6 jelölés: Kár volt hazudni (The Awful Truth); Chicago, a bűnös város (In Old Chicago)
- 5 jelölés: Édes anyaföld (The Good Earth), Száz férfi és egy kislány (One Hundred Men and a Girl)
- 4 jelölés: A bátrak kapitánya (Captains Courageous), Zsákutca (Dead End), Álomkapu (Stage Door)
- 3 jelölés: Hurrikán (The Hurricane), Souls at Sea
- 2 jelölés: Walewska grófnő (Conquest), A Damsel in Distress, Orgonavirágzás (Maytime), Night Must Fall, Királyi zűr (The Prisoner of Zenda), Asszonyok a lejtőn (Stella Dallas), Szőke kísértet (Topper), Vogues of 1938

### Egynél több díjjal bíró filmek
- 3 díj: Zola élete (The Life of Emile Zola)
- 2 díj: Édes anyaföld (The Good Earth); Chicago, a bűnös város (In Old Chicago); A Kék Hold völgye (Lost Horizon)